# Нашатырный спирт
Нашатырный спирт (также аммиачная вода) — водный раствор аммиака  (10 % концентрации аммиака в воде), бесцветная прозрачная жидкость с резким запахом. Применяется как лекарственное средство и для бытовых нужд.
Формула: NH3·H2О.

## Применение в медицине
Физиологическое действие аммиака обусловлено его местнораздражающим действием: он возбуждает чувствительные окончания нервов верхних дыхательных путей (окончаний тройничного нерва), что стимулирует дыхательный и сосудодвигательный центры мозга и вызывает учащение дыхания и повышение артериального давления. В больших концентрациях может вызывать рефлекторную остановку дыхания.
При приёме внутрь раздражает слизистую оболочку желудка и вызывает рвоту. Активирует мерцательный эпителий дыхательных путей, что способствует отхаркиванию мокро́ты. Оказывает сильное антисептическое действие.
Нашатырный спирт применяют ингаляционно, наружно и внутрь.
- Для возбуждения дыхания и преодоления обморока осторожно подносят к ноздрям небольшой кусок марли или ваты, смоченный раствором (рефлекторно возбуждает сосудодвигательный[англ.] и дыхательный центры через рецепторы полости носа).
- Для индукции рвоты (особенно при отравлении алкоголем) разбавленный раствор нашатырного спирта (5—10 капель 10% раствора на 100 мл воды) назначают внутрь.
- При укусах насекомых применяется в виде примочек или линимента.
- При невралгиях и миозитах применяют наружно для растирания (в виде аммиачного линимента). Нашатырный спирт оказывает отвлекающее действие, раздражая рецепторы кожи.
- В хирургической практике по методу Спасокукоцкого — Кочергина нашатырным спиртом моют руки, разведя его в тёплой воде (250 мл раствора аммиака на 5 литров кипячёной воды).

Входит в состав отхаркивающего средства — нашатырно-анисовых капель (15 мл в 100 мл препарата).

## Побочное действие
- Применение нашатырного спирта в неразбавленном виде может вызвать ожоги пищевода и желудка.
- Неразбавленный нашатырный спирт при наружном применении может вызвать ожоги кожного покрова.
- Вдыхание паров аммиака в высокой концентрации может вызвать рефлекторную остановку дыхания.

### Отравление нашатырным спиртом
При приёме внутрь в высоких дозах возникают боль в желудке, рвота с аммиачным запахом, понос с тенезмами, насморк, кашель, отёк гортани, возбуждение, судороги, коллапс; возможна смерть. Смертельная доза гидроксида аммония 10—15 г.

## Бытовое применение
Являясь слабым основанием, нашатырный спирт нейтрализует кислоты.
В быту нашатырный спирт применяется при крашении тканей, для выведения пятен с одежды и при очистке посуды, мебели, сантехники, ювелирных украшений, а также для мытья стёкол, хрусталя, зеркал.
Также нашатырный спирт в разбавленном виде применяется для борьбы с вредителями — слизнями и тараканами.